# Anatoliurus kraepelini
Espèce
Synonymes
- Iurus kraepelini von Ubisch, 1922

Anatoliurus kraepelini est une espèce de scorpions de la famille des Iuridae.

## Distribution
Cette espèce se rencontre en Turquie dans les provinces de Mersin, de Karaman, de Konya, d'Isparta, d'Antalya et de Muğla et en Grèce à Kastellórizo.

## Description

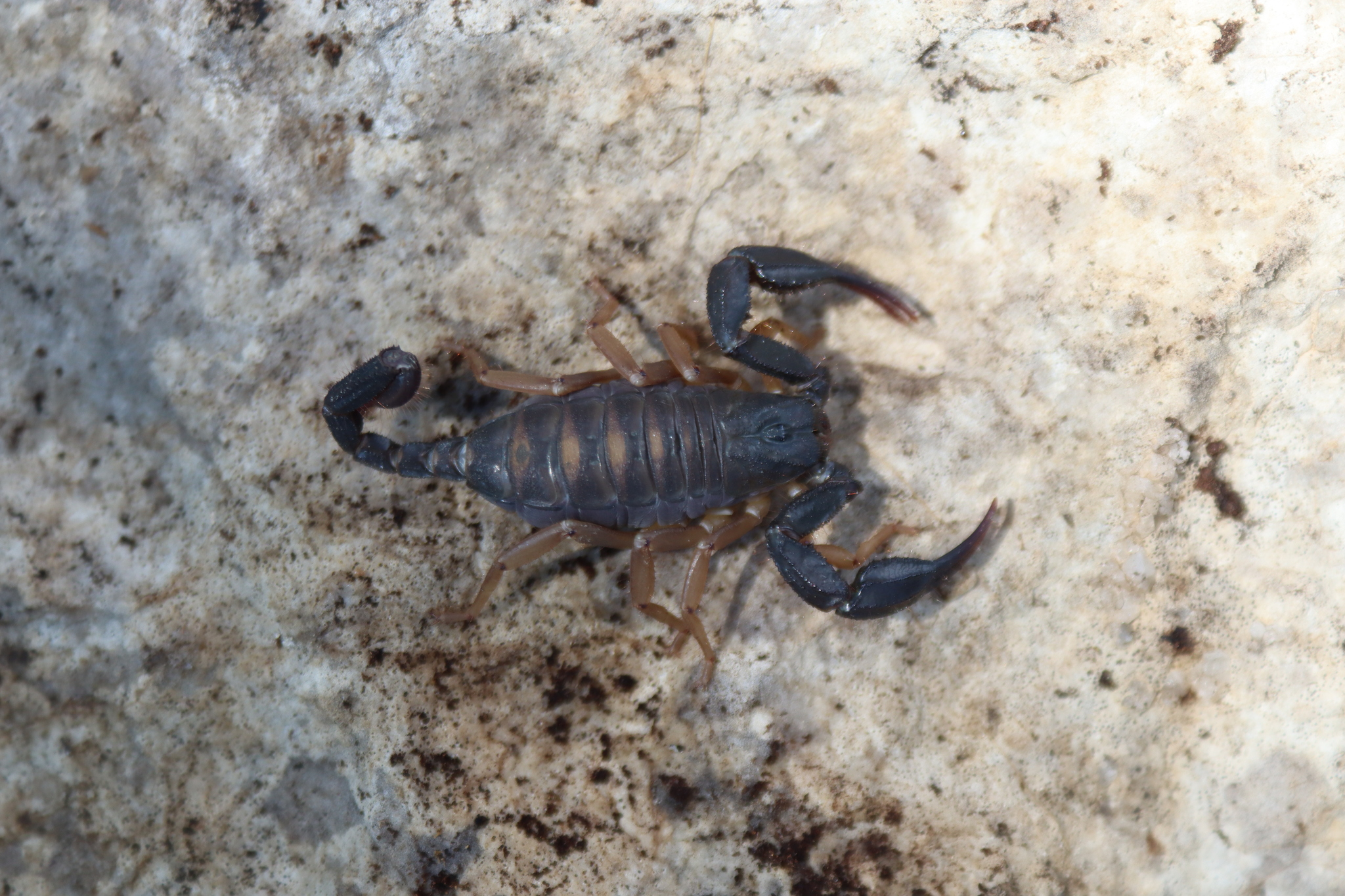
Anatoliurus kraepelini

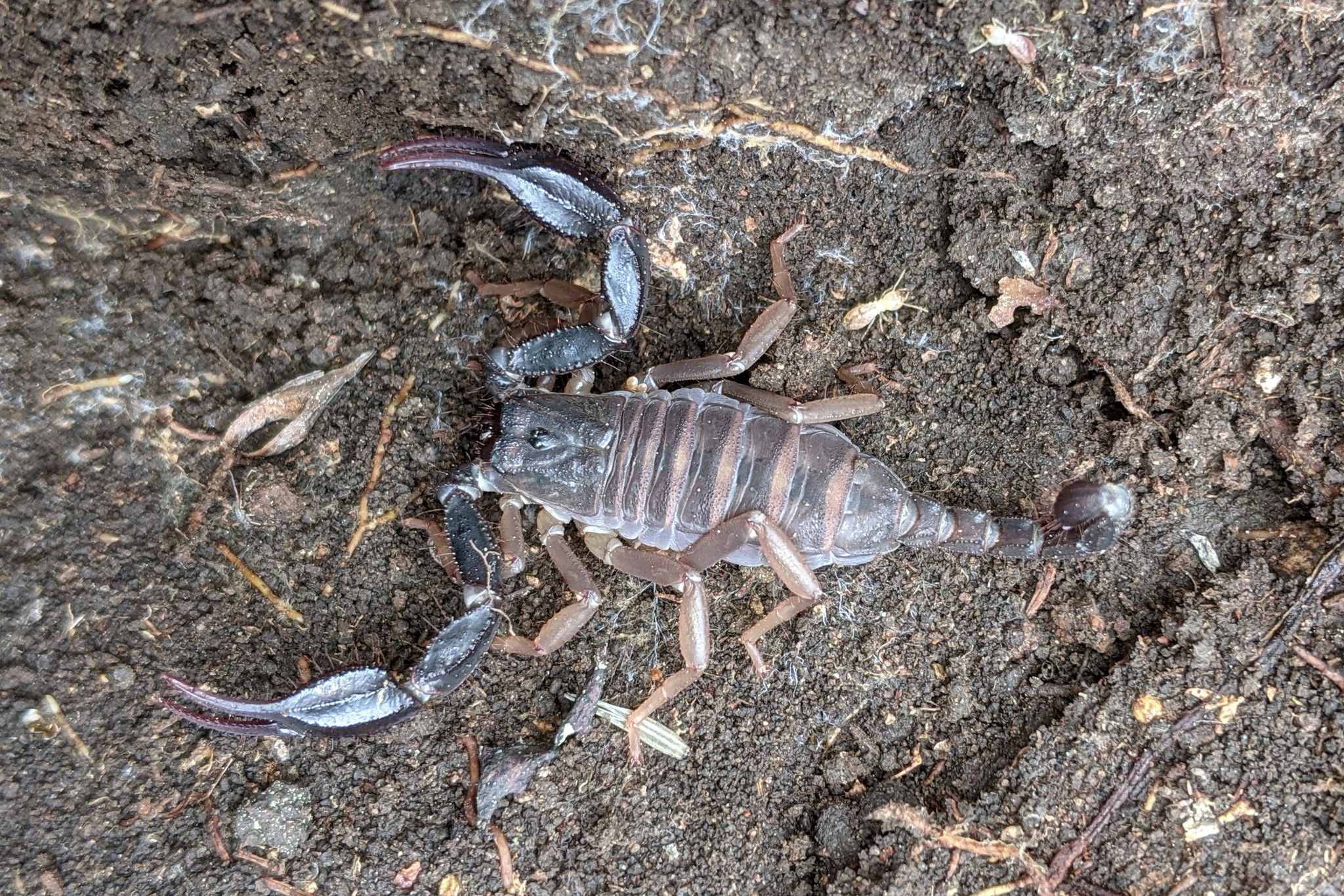
Anatoliurus kraepelini

Les mâles mesurent de 88,15 à 100,05 mm et les femelles de 82,50 à 91,20 mm.

## Systématique et taxinomie
Cette espèce a été décrite sous le protonyme Iurus kraepelini par von Ubisch en 1922. Elle est placée en synonymie avec Iurus dufoureius asiaticus par Vachon en 1947. Elle est relevée de synonymie par Kovařík, Fet, Soleglad et Yağmur en 2010. Elle est placée dans le genre Protoiurus par Soleglad, Fet, Kovařík et Yağmur en 2012puis dans le genre Anatoliurus par Parmakelis, Dimitriadou, Evdokia, Gkigkiza, Stathi, Fet, Yağmur et Kovařík en 2022.

## Étymologie
Cette espèce est nommée en l'honneur de Karl Matthias Friedrich Magnus Kraepelin.

## Publication originale
- von Ubisch, 1922 : « Über eine neue Jurus-Art aus Kleinasien nebst einigen Bemerkungen uber die Funktion der Kamme der Scorpione. » Zoologische Jahrbücher, Abtheilung für Systematik, vol. 44, no 6, p. 503–516 (texte intégral).